# Подгорное (Новотарутинский сельский совет)
Подгорное (укр. Підгірне) — село на реке Кантемир, относится к Тарутинскому району Одесской области Украины.
Население по переписи 2001 года составляло 168 человек. Почтовый индекс — 68512. Телефонный код — 8-04847. Занимает площадь 0,45 км². Код КОАТУУ — 5124787601.

## История
В 1945 г. Указом ПВС УССР село Старый Кантемир переименовано в Подгорное.

## Местный совет
68553, Одесская обл., Тарутинский р-н, с. Новое Тарутино, ул. Советская, 8